# Le Démon du passé
Le Démon du passé (Stillwatch) est un roman policier de Mary Higgins Clark paru en 1984.
Le roman est traduit en français par Anne Damour en 1986.

## Résumé
Pat Traymore, une journaliste hors norme, connue pour son intelligence, sa beauté, et bien d'autres qualités, vient d'emménager dans l'ancienne maison où elle a vécu trois années de son enfance, la maison où son père a tué sa mère et s'est suicidé après. Elle doit aussi tourner une émission sur Abigail Jennings, sénateur, qui veut devenir vice-présidente à la suite de la démission prématurée et mystérieuse de l'actuel vice-président. Mais que lui réserve le destin ? Elle-même est loin de l'imaginer...

## Personnages principaux
Patricia Traymore
Patricia Traymore, plus communément appelée Pat Traymore, est une jeune et talentueuse journaliste de télévision, étant sur le point d'attirer sur elle l'attention des milieux politiques les plus influents de Washington, grâce à une série d'émissions intitulée "Les femmes au gouvernement". Séduisante, intelligente, Pat est aussi profondément attachée à un membre important du Congrès. Apparemment, tout lui sourit, sinon qu'elle s'est installée dans cette magnifique maison de Georgetown où un crime a détruit son enfance, Et, avant même son arrivée, un inconnu l'a menacée au téléphone, lui enjoignant de ne pas venir à Washington.

## Adaptation
- 1987 : Stillwatch, téléfilm américain réalisé par Rod Holcomb, avec Lynda Carter, Angie Dickinson et Don Murray